# 북홍해주

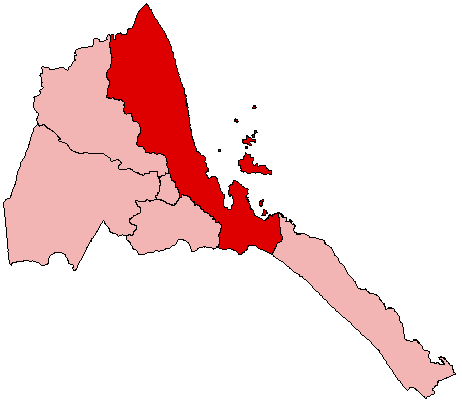
북홍해주

북홍해주(北紅海州, 티그리냐어: ዞባ ሰሜናዊ ቀይሕ ባሕሪ) 또는 세미에나위케이바리주는 에리트레아 중부와 홍해 연안에 위치한 주(州)로, 주도는 마사와이며 면적은 27,800km2, 인구는 459,056명이다.